# Greip (Mond)
Greip (auch Saturn LI) ist einer der kleineren äußeren Monde des Planeten Saturn.

## Entdeckung
Die Entdeckung von Greip durch Scott S. Sheppard, David C. Jewitt, Jan Kleyna und Brian G. Marsden auf Aufnahmen vom 5. Januar bis zum 1. Mai 2006 wurde am 26. Juni 2006 bekannt gegeben.
Greip erhielt zunächst die vorläufige Bezeichnung S/2006 S 4.
Benannt wurde der Mond nach Greip, einer der neun Ägirstöchter aus der nordischen Mythologie.

## Aufbau und physikalische Daten
Greip besitzt einen Durchmesser von etwa 6 km.